# Laura Bentivoglio
Laura Bentivoglio (Bologna, 17 ottobre 1477 – 1523) fu una nobile bolognese.

## Biografia
Era figlia di Giovanni II Bentivoglio, governatore di Bologna, e di Ginevra Sforza. Suo nonno materno era Alessandro Sforza, signore di Pesaro.

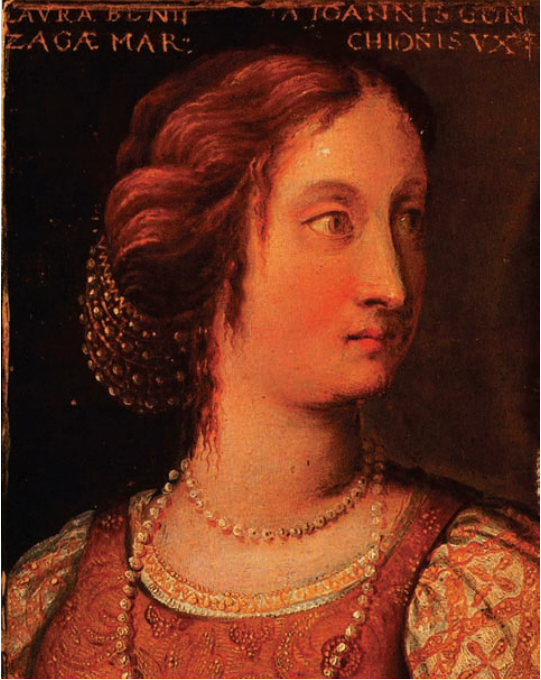
Ritratto di Laura Bentivoglio (1477 - 1523), moglie Giovanni Gonzaga

Crebbe a Bologna, città che, già sede universitaria, il padre Giovanni aveva trasformato in un importante centro culturale.
Il 20 giugno 1491 sposò a Bologna il condottiero Giovanni Gonzaga, signore di Vescovato e fratello di Francesco II Gonzaga, signore di Mantova. La sposa fu accompagnata nella sua nuova patria nel gennaio 1494. Laura divenne quindi cognata di Isabella d'Este e di Guidobaldo da Montefeltro. Nonostante la parentela con i Bentivoglio, Giovanni non esitò a schierarsi con Giulio II contro il suocero, cacciato nel 1506 da Bologna.

## Discendenza
Diede al marito, continuamente in giro per l'Italia, otto figli e iniziò il ramo dei Gonzaga di Vescovato:
- Alessandro (1494-1527), marito di Ippolita Sforza di Santa Fiora[9], signore di Vescovato;
- Federico (1495-1545), abate;
- Francesco (1496-1523), che sposò nel 1515 Lucrezia Sforza;
- Ginevra (1497-1570), suora;
- Sigismondo (1499-1530), che sposò Antonia Pallavicini ed ereditò dal padre il titolo di signore di Vescovato;
- Camilla (1500-1585), che sposò Pier Maria III de' Rossi, marchese di San Secondo;
- Eleonora (1501-?), sposò Bernardino Schizzi, Patrizio di Cremona;
- Galeazzo (1509-1562), poeta e podestà di Modena.

Laura è raffigurata insieme a tutta la famiglia Bentivoglio da Lorenzo Costa.

## Ascendenza
|                         |                        |                                 | Genitori            |  |  | Nonni |  |  | Bisnonni                   |  |  | Trisnonni              |  |
|                         |                        |                                 |                     |  |  |       |  |  | Anton Galeazzo Bentivoglio |  |  | Giovanni I Bentivoglio |  |
|                         |                        |                                 |                     |  |  |       |  |  | Anton Galeazzo Bentivoglio |  |  | Giovanni I Bentivoglio |  |
|                         |                        | Elisabetta da Castel San Pietro |                     |  |  |       |  |  | Anton Galeazzo Bentivoglio |  |  |                        |  |
| Annibale I Bentivoglio  |                        |                                 |                     |  |  |       |  |  | Anton Galeazzo Bentivoglio |  |  |                        |  |
|                         |                        | Francesca Gozzadini             | Gozzadino Gozzadini |  |  |       |  |  |                            |  |  |                        |  |
|                         |                        | Francesca Gozzadini             | Gozzadino Gozzadini |  |  |       |  |  |                            |  |  |                        |  |
|                         |                        | Francesca Gozzadini             | Costanza Scappi     |  |  |       |  |  |                            |  |  |                        |  |
| Giovanni II Bentivoglio |                        | Francesca Gozzadini             |                     |  |  |       |  |  |                            |  |  |                        |  |
|                         |                        | Lancillotto Visconti            | Bernabò Visconti    |  |  |       |  |  |                            |  |  |                        |  |
|                         |                        | Lancillotto Visconti            | Bernabò Visconti    |  |  |       |  |  |                            |  |  |                        |  |
|                         |                        | Lancillotto Visconti            | Donnina Porro       |  |  |       |  |  |                            |  |  |                        |  |
| Donnina Visconti        |                        | Lancillotto Visconti            |                     |  |  |       |  |  |                            |  |  |                        |  |
|                         |                        | …                               | …                   |  |  |       |  |  |                            |  |  |                        |  |
|                         |                        | …                               | …                   |  |  |       |  |  |                            |  |  |                        |  |
|                         |                        | …                               | …                   |  |  |       |  |  |                            |  |  |                        |  |
| Laura Bentivoglio       |                        | …                               |                     |  |  |       |  |  |                            |  |  |                        |  |
|                         | Muzio Attendolo Sforza | Giovanni Attendolo              |                     |  |  |       |  |  |                            |  |  |                        |  |
|                         | Muzio Attendolo Sforza | Giovanni Attendolo              |                     |  |  |       |  |  |                            |  |  |                        |  |
|                         | Muzio Attendolo Sforza | Elisa Petraccini                |                     |  |  |       |  |  |                            |  |  |                        |  |
| Alessandro Sforza       | Muzio Attendolo Sforza |                                 |                     |  |  |       |  |  |                            |  |  |                        |  |
|                         |                        | Lucia Terzani                   | …                   |  |  |       |  |  |                            |  |  |                        |  |
|                         |                        | Lucia Terzani                   | …                   |  |  |       |  |  |                            |  |  |                        |  |
|                         |                        | Lucia Terzani                   | …                   |  |  |       |  |  |                            |  |  |                        |  |
| Ginevra Sforza          |                        | Lucia Terzani                   |                     |  |  |       |  |  |                            |  |  |                        |  |
|                         |                        | …                               | …                   |  |  |       |  |  |                            |  |  |                        |  |
|                         |                        | …                               | …                   |  |  |       |  |  |                            |  |  |                        |  |
|                         |                        | …                               | …                   |  |  |       |  |  |                            |  |  |                        |  |
| …                       |                        | …                               |                     |  |  |       |  |  |                            |  |  |                        |  |
|                         |                        | …                               | …                   |  |  |       |  |  |                            |  |  |                        |  |
|                         |                        | …                               | …                   |  |  |       |  |  |                            |  |  |                        |  |
|                         |                        | …                               | …                   |  |  |       |  |  |                            |  |  |                        |  |
|                         |                        | …                               |                     |  |  |       |  |  |                            |  |  |                        |  |